# Austroaeschna hardyi
Austroaeschna hardyi är en trollsländeart som beskrevs av Tillyard 1917. Austroaeschna hardyi ingår i släktet Austroaeschna och familjen mosaiktrollsländor. Inga underarter finns listade i Catalogue of Life.